# Fettpolsterzeichen

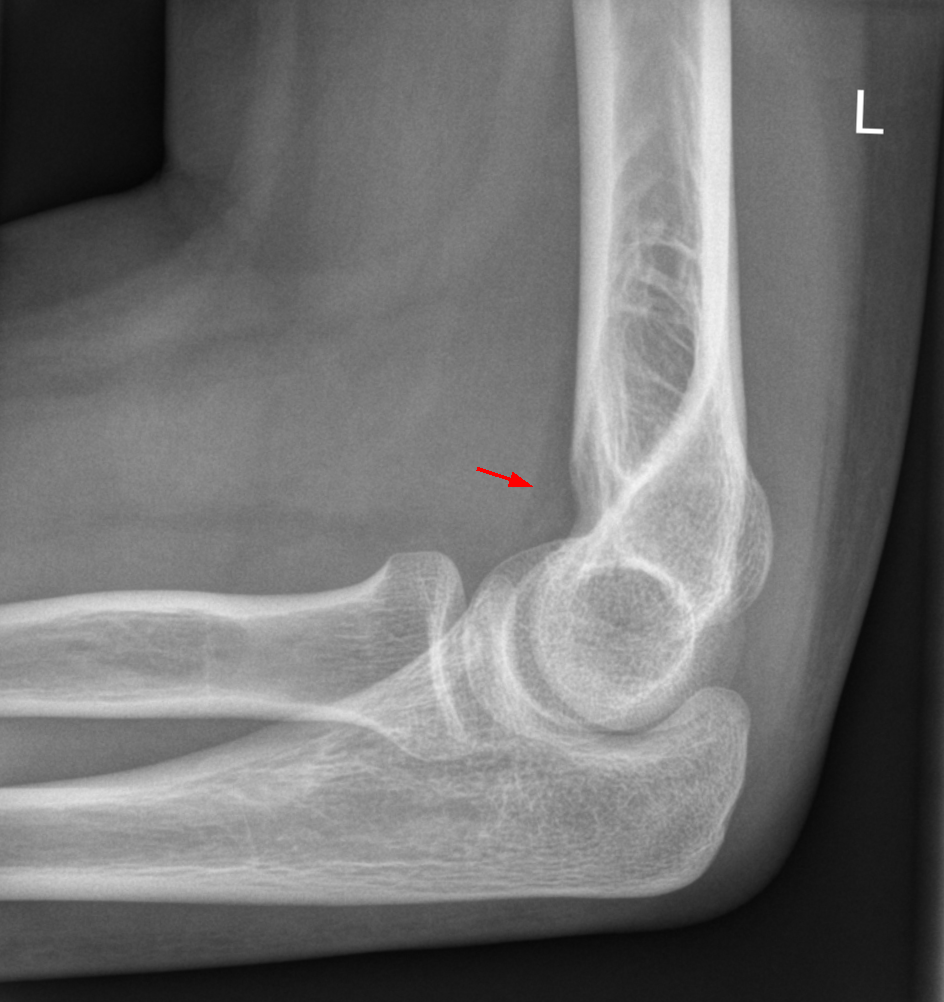
Normaler ventraler Fettstreifen am Humerus. Das dorsale Fettpolster ist im seitlichen Röntgenbild beim Gesunden nicht zu sehen.

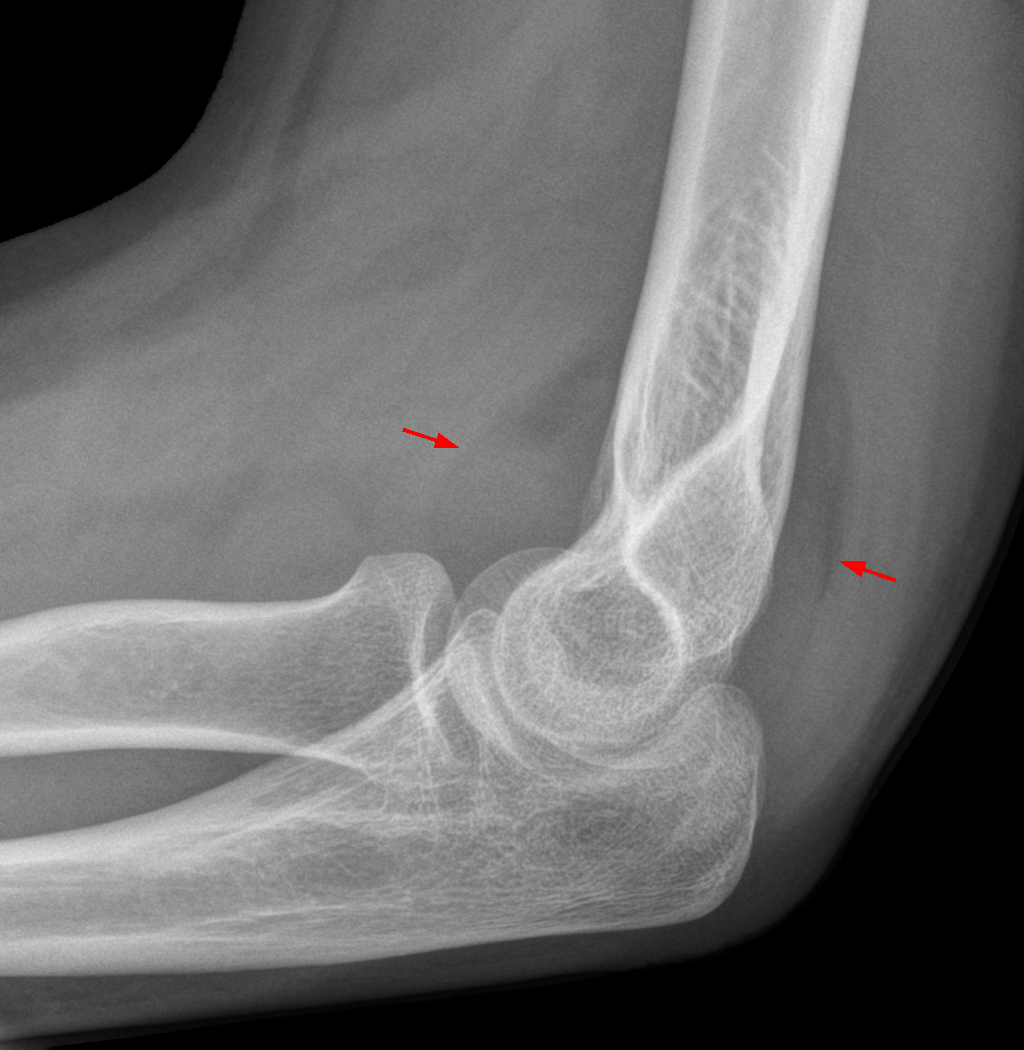
Pathologisches Fettpolsterzeichen bei einem okkulten Radiuskopfbruch. Das ventrale Fettpolster ist bogig nach vorne verlagert, das dorsale Fettpolster ist sichtbar.

Das Fettpolsterzeichen ist ein Röntgenzeichen, welches zur Erkennung einer Fraktur bzw. einer okkulten Fraktur hilfreich sein kann.
Es handelt sich um die Darstellung von normalen anatomischen Fettpolstern an Gelenken als Aufhellungsband. Je nach Skelettregion sind diese Fettpolster beim Gesunden sichtbar oder nicht. Eine Verlagerung oder das Sichtbarwerden durch einen Gelenkerguss weist auf eine Fraktur hin.
Das bekannteste Fettpolsterzeichen ist das am Ellenbogen.